# Andrena
Andrena es el género más numeroso de la familia Andrenidae y uno de los géneros de abejas más numerosos. Cuenta con más de 1300 especies. Es de distribución predominantemente del hemisferio norte. Están ausentes en Oceanía y Sudamérica y en la mayor parte de África.
En general son abejas marrones a negras con pelos abdominales blanquecinos. Aunque algunas son rojizas y unas pocas hasta tienen colores metálicos verdosos o azulados. El cuerpo mide de 8 a 17 mm, los machos son más chicos y delgados que las hembras. Las hembras se distinguen de otras especies de abejas por unas finas vellosidades en la cabeza entre los ojos compuestos y las antenas. Debajo de esas pilosidades hay una cavidad llamada «fóvea facial». Las escopas o canastas de polen de las patas posteriores suelen tener pelos muy largos. Además muchas poseen canastas de polen en los lados del tórax y en el fémur, no solo en la tibia como en muchas otras abejas.
En las zonas templadas tanto los machos como las hembras emergen de cámaras subterráneas en la primavera. Después de aparearse las hembras buscan lugares donde construir sus nidos subterráneos. En general prefieren suelos arenosos cerca de algún arbusto que proteja el nido de las heladas. Excavan túneles, al final de los cuales construyen cámaras un poco más amplias donde colocan una provisión de una bola de polen mezclado con néctar y su propia saliva; en cada una de estas cámaras depositan un huevo. Luego cierran los túneles. Los huevos se desarrollan y pasan por varios estadios larvarios para pasar el invierno en estado de prepupas. Al final del invierno se convierten en pupas y finalmente en adultos.

## Algunas especies
- Andrena accepta
- Andrena agilissima
- Andrena albopunctata
- Andrena angustitarsata
- Andrena auricoma
- Andrena carbonaria
- Andrena cineraria, Europa
- Andrena fulva, Europa
- Andrena hattorfiana, Europa
- Andrena haemorrhoa, Europa
- Andrena lauracea, conocida solo por 4 ejemplares de Texas e Illinois, en los Estados Unidos
- Andrena milwaukeensis, estados Unidos y Canadá
- Andrena salicifloris, Oeste de Norte América
- †Andrena antoinei Michez & De Meulemeester, 2014[1]

## Galería de imágenes

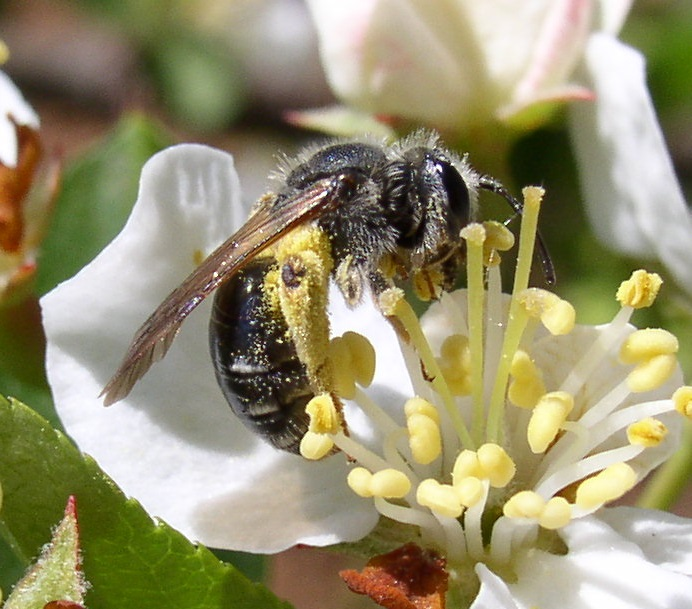
Andrena sp. hembra
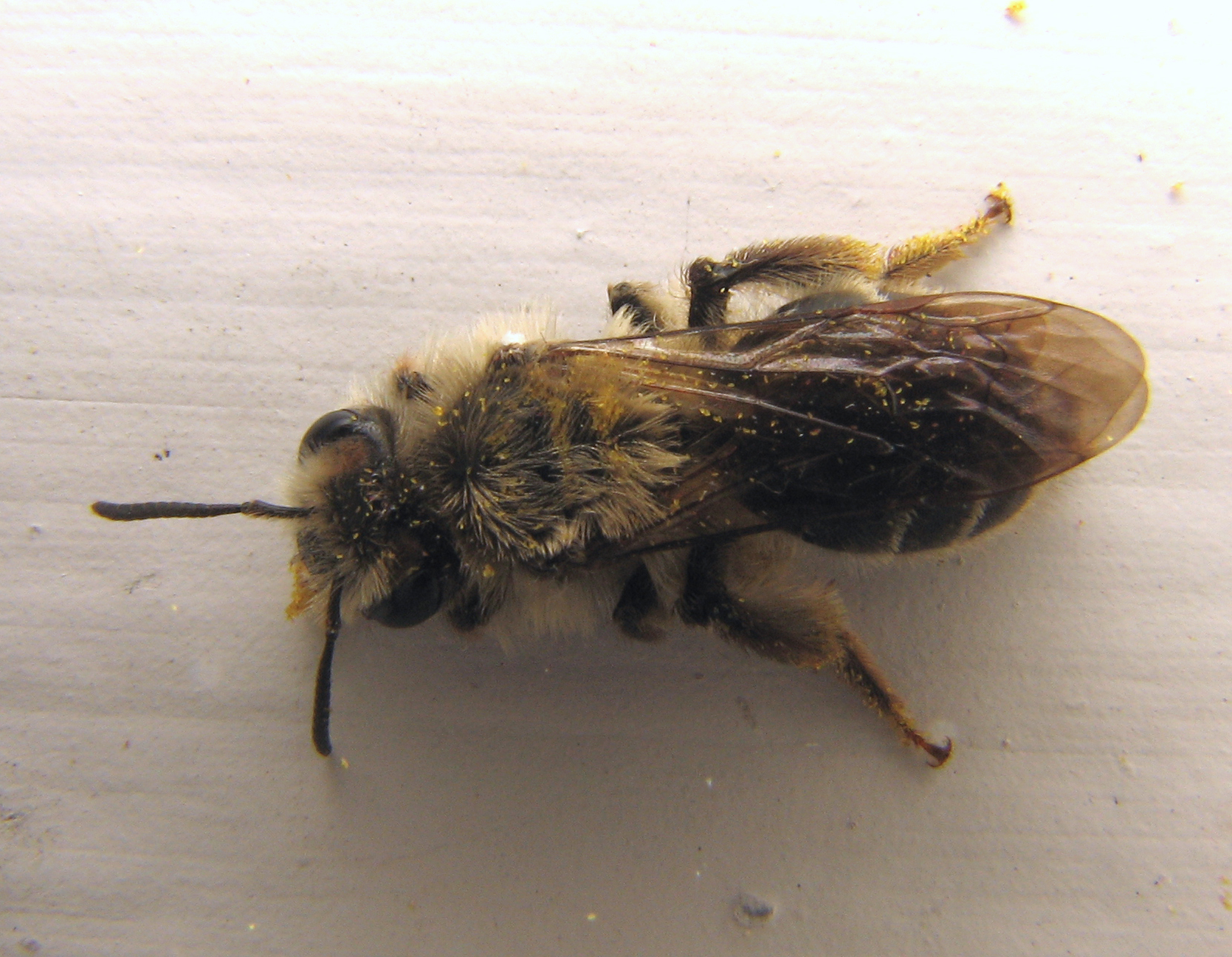
A. erythronii hembra, encontrada en flor de Erythronium
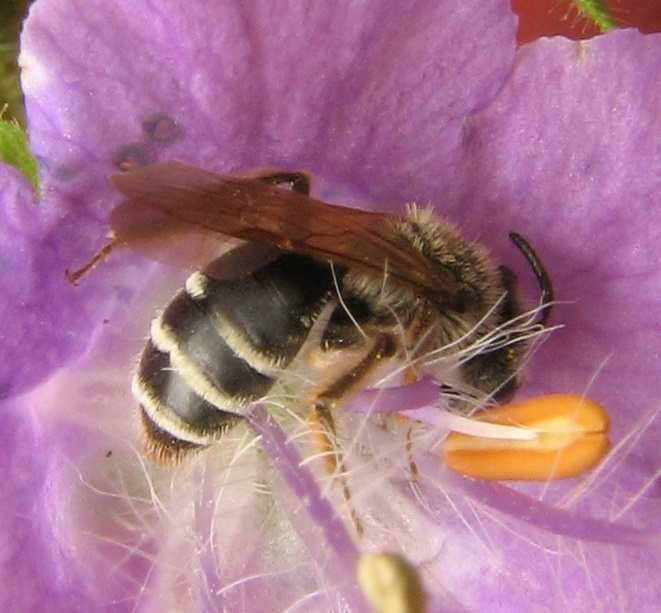
A.  nasonii, hembra
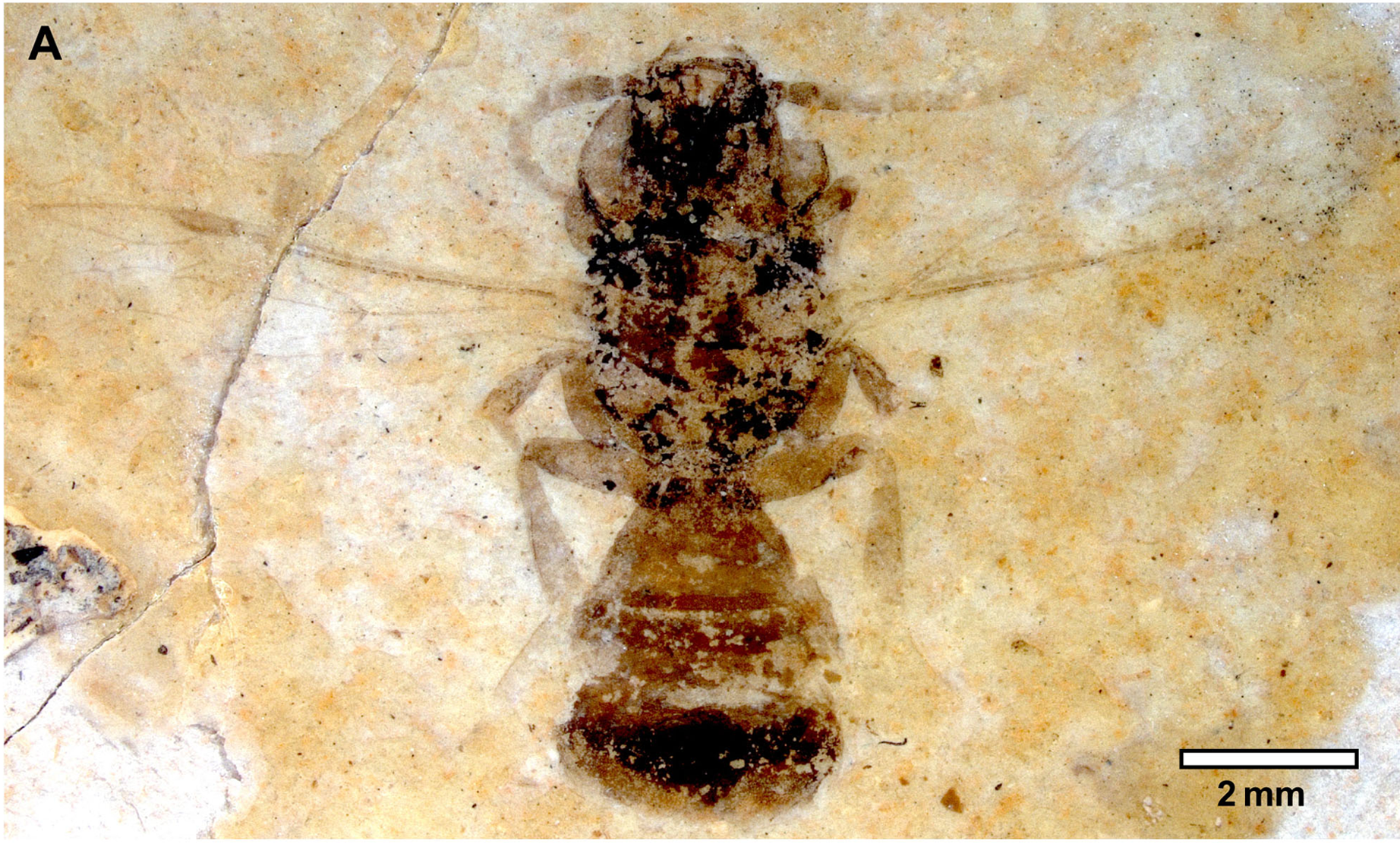
Andrena antoinei, especie extinta del Oligoceno tardío de Francia
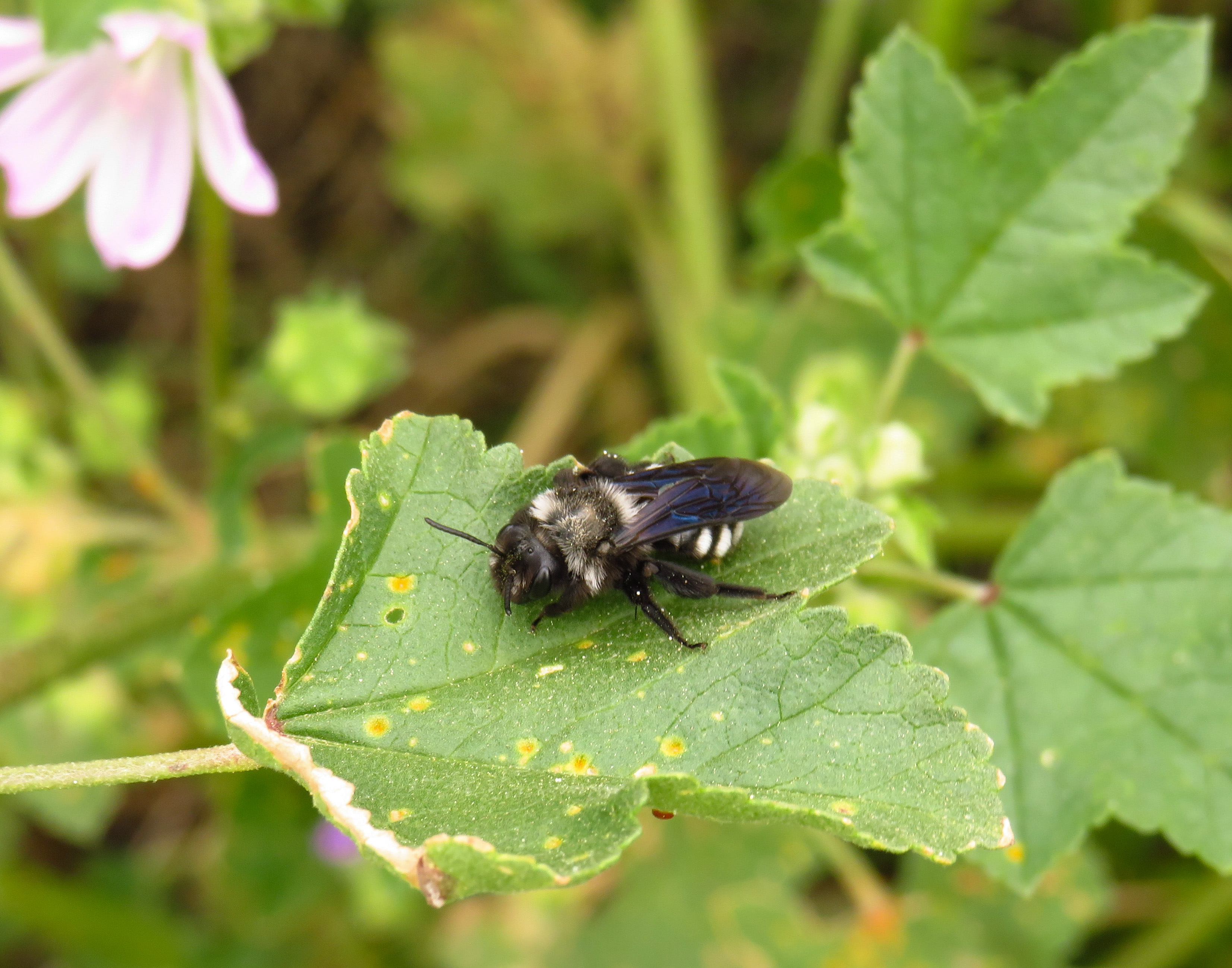
Andrena albopunctata